# Saxifraga hirculus
Espèce
Classification APG III (2009)
Saxifraga hirculus, de noms communs Saxifrage œil-de-bouc, Faux Ciste, Saxifrage à fleurs jaunes ou Saxifrage dorée, est une espèce de saxifrage à fleurs jaunes que l'on trouve dans les régions arctiques et les plaines marécageuses du nord de l'Europe, ainsi que dans les régions alpines de l'Europe, de l'Asie centrale, jusqu'au Xinjiang, Shanxi, Sichuan et Tibet occidental, au nord-ouest du Yunnan, au Sikkim et au Canada et les montagnes de l'Alaska et du nord des États-Unis.

## Sous-espèces
Selon O. Hedberg (1992) :
- Saxifraga hirculus L. subsp. hirculus: (2n = 32): régions circumboréales de l'Amérique du Nord, en Ontario jusqu'en Alaska.
- Saxifraga hirculus subsp. coloradoensis Hedberg: (2n = 16): uniquement au Colorado.
- Saxifraga hirculus subsp. compacta Hedberg[2]: Eurasie arctique, jusqu'à l'île de Spitzberg[3], l'Islande la côte est du Groenland et l'Alaska ; ainsi que dans les régions alpines de l'Eurasie.
- Saxifraga hirculus subsp. propinqua (R.Br.) Á.Löve & D.Löve: (2n = 16, 24): zone proche de l'Arctique du Labrador au nord-ouest du Groenland et en Alaska.

## Synonymes
- Leptasea alaskana Small,
- Saxifraga autumnalis L.,
- Saxifraga flava Lam.,
- Saxifraga hirculus subsp. alpina Engl.[4]
- Saxifraga lanuginosa Decne.,
- Saxifraga lutea Gilib.,
- Saxifraga nutans Adams,
- Saxifraga palustris Salisb.,
- Saxifraga propinqua R.Br.,
- Hirculus punctatus Raf.,
- Hirculus ranunculoides Haworth,
- Saxifraga reflexa St.-Lag.